# Стэнхоуп, Уильям, 2-й граф Харрингтон
Генерал Уильям Стэнхоуп, 2-й граф Харрингтон (англ. William Stanhope, 2st Earl of Harrington; 18 декабря 1719 — 1 апреля 1779) — британский политик и военный.

## Биография

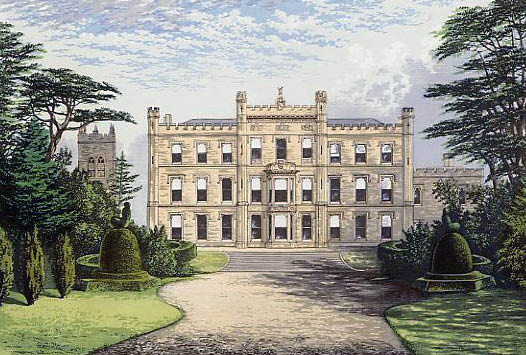
Замок Элвастон

Родился 18 декабря 1719 года. Старший сын Уильяма Стэнхоупа, 1-го графа Харрингтона (1683—1756), и Энн Гриффит.
Сделал карьеру в британской армии в 1741 году поступил в пехотную гвардию. Он был ранен в битве при Фонтенуа и вскоре после этого (5 июня 1745 г.), он был назначен полковником 2-го гвардейского конно-гренадерского отряда.
Уильям Стэнхоуп заседал в Палате общин Великобритании от Эйлсбери (1741—1747) и Бери-Сент-Эдмундса (1747—1754). Получил чины генерал-майора (1755), генерал-лейтенанта (1758) и генерала от инфантерии (1770).
В декабре 1756 года после смерти своего отца Уильям Стэнхоуп получил титулы 2-го графа Харрингтона, 2-го виконта Питершама и 2-го барона Харрингтона.
Он известен обществу как «качественный козел» за распутство своей личной жизни: он посещает бордель Сары Прендергаст в Кингс-Плейс, Сент-Джеймс, Лондон, четыре раза в неделю. Его жена леди Харрингтон сформировала «Новую женскую группу», группу представителей полусвета, которые собирались в одном доме.
Лорд Харрингтон скончался 1 апреля 1779 года в возрасте 59 лет

## Семья

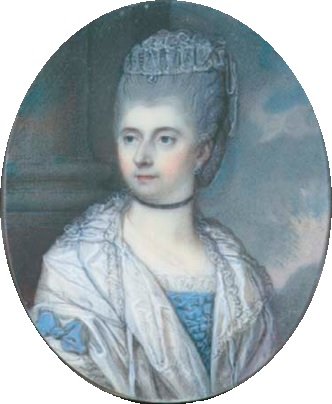
Леди Кэролайн Фицрой (1722—1784), супруга 2-го графа Харрингтона

11 августа 1746 года он женился на леди Кэролайн Фицрой (8 апреля 1722 — 26 июня 1784), дочери Чарльза Фицроя, 2-го герцога Графтона, и леди Генриетты Сомерсет, дочери Чарльза Сомерсета, маркиза Вустера. У супругов было семеро детей:
- Леди Кэролайн Стэнхоуп (11 марта 1747 — 9 февраля 1767), в 1765 году вышла замуж за Кеннета Маккензи, 1-го графа Сифорта.
- Леди Изабелла Стэнхоуп (ок. 1748 — 29 января 1819), в 1768 году вышла замуж за Чарльза Молинье, 1-го графа Сефтона[4]
- Леди Амелия Стэнхоуп (24 мая 1749 — 5 сентября 1780), в 1767 году вышла замуж за Ричарда Барри, 6-го графа Бэрримора.
- Чарльз Стэнхоуп, 3-й граф Харрингтон (17 марта 1753 — 5 сентября 1829), старший сын и преемник отца.
- Капитан Достопочтенный Генри Фицрой Стэнхоуп (29 мая 1754 — 20 августа 1828), женился на Элизабет Фальконер
- Леди Генриетта Стэнхоуп (ок. 1756 — 2 января 1781), в 1776 год вышла замуж за Томаса Фоули, 2-го барона Фоули.
- Леди Энн Мэри Стэнхоуп (ок. 1760 — 18 октября 1834), 1-й муж с 1782 года Томас Пелхэм-Клинтон, 3-й герцог Ньюкасл-андер-Лайн, 2-й муж с 1800 года — генерал сэр Чарльз Крауфурд.